# راضي صدوق
راضي صدقي صدّوق (11 فبراير 1938 – 20 يوليو 2010) صحفي وشاعر وأديب فلسطيني. وُلد في مدينة طولكرم في فلسطين. عمل في الحقل الصحفي والإعلامي في صحف القدس وعمّان والكويت وروما، وإذاعات الأردن وقطر والسعوديّة. عين مديرًا لإدارة النشر والاتصالات بالهيئة العليا لتطوير مدينة الرياض. نشر شعره في الصحف والمجلّات العربيّة. له دواوين شعرية عديدة ومؤلفات أدبية ونقدية، وهو حاصل على مجموعة من الجوائز العربية والدولية. غنت أم كلثوم قصيدته "من أجل عينيك" عام 1972.

## سيرته
وُلد «محمد راضي» صدقي صدوق في مدينة طولكرم بالضفة الغربية، بتاريخ 11 فبراير 1938. تلقى تعليمه الابتدائي والإعدادي والثانوي في مدارس مدينته طولكرم، ومن هذه المدارس المدرسة الفاضلية.
حصل على شهادة البكالوريوس في اللغة العربية من جامعة القاهرة عام 1971. عمل في التدريس، ثم في الصحافة وتسلَّم رئاسة تحرير عدد من الصحف اليومية والمجلات: رئيس تحرير مجلة رسالة الأردن الأسبوعية الصادرة عن وزارة الإعلام الأردنية، ورئيس تحرير مجلة حماة الوطن الشهرية الناطقة بلسان الجيش والقوات الكويتية المسلحة، ومدير عام ورئيس تحرير جريدة الأيام وهي أول جريدة يومية صدرت باللغة العربية في روما، رئيس تحرير مجلة الرائد العربي الأسبوعية، كما أنشأ جريدة الهدف الأسبوعية الكويتية عام 1961 وجريدة الوطن وجريدة السياسة الكويتيتين وعمل مديراً لتحريرهما. كما أنشأ مجلة البيان الشهرية الصادرة عن رابطة الأدباء الكويتيين.
عمل في الإعلام مستشاراً ثقافياً للإذاعة الأردنية، وانتدب مع زميل آخر لتأسيس الإذاعة القطرية، كما عمل في الإذاعة السعودية مشرفاً على إدارة الأحاديث والثقافة، ومنها نقل للمساهمة في تأسيس منظمة إذاعات الدول الإسلامية وشغل منصب المدير البرامجي للمنظمة. عمل أيضًا مديراً لإدارة النشر والاتصالات في الهيئة العليا لتطوير مدينة الرياض.
كان عضوًا في اتحاد الصحفيين العرب، واتحاد الكتاب الأسيوا أفريقيين، وعضو الجمعية العربية للدراسات الإستراتيجية في واشنطن، وعضو رابطة الأدب الإسلامي العالمية.

## مؤلفاته
من دواوينه الشعرية:
- كان لي قلب، 1962.
- ثائر بلا هوية، 1966.
- النار والطين، 1966.
- بقايا قصة الإنسان، 1973.
- أمطار الحزن والدم، 1978.
- الحزن أخضر دائماً، شعر في نثر، 1991.
- رياح السنين، 1996.

من أعماله الروائية والقصصية:
- الرغيف المحروق.
- بقايا قصة إنسان، 1973.

كتابات أخرى:
- قولي أنك ستعودين.
- منفيّون إلى الأبد.
- كلمات ليس لها تاريخ، جزآن.
- فلسطين: هزيمة، تجربة، مصير.
- هوامش في الفكر والأدب والحياة، 1989.
- نظرات في الأدب السعودي الحديث، 1991.
- ديوان الشعر العربي، في القرن العشرين 1994.
- شعراء فلسطين في القرن العشرين توثيق أنطولوجي، 2000.

## جوائزه
حصل راضي صدوق على مجموعة من الجوائز العربية والدولية، منها:
- جائزة القصة القصيرة للكتاب العرب، لبنان، عام 1964.[12][13]
- جائزة صحيفة الندوة السعودية، عام 1969.[14]
- جائزة قادة الفكر العالميين الدولية، من المجلس الثقافي الأوروبي الذي مقره روما، عام 1983،[15] وهو العربي الوحيد الحاصل على هذه الجائزة الدولية.[16]
- الدرع التقديرية لعمادة السلك الدبلوماسي في الرياض، عام 2003.[17]
- درع الندوة، في الرياض، بتاريخ 12 يناير 2004.[18]
- الدرع التقديرية من السلطة الوطنية الفلسطينية برام الله، عام 2006.[17]

## وفاته
توفي بتاريخ 20 يوليو 2010، الموافق 8 شعبان 1431 هـ، عن عمر يناهز 72 عامًا في مستشفى مدينة الحسين الطبية في عمان، ودفن في مقبرة سحاب.

## وصلات خارجية
- عن راضي صدوق، المكتبة الاثنينية
- راضي صدوق على موقع أرشيف الشارخ.
- راضي صدوق على موقع المكتبة المفتوحة (الإنجليزية)